# Tushi, Chongqing
Tushi (kinesiska: 涂市) är en köping i sydvästra Kina. Den ligger i häradet Youyang i storstadsområdet Chongqing, omkring 230 kilometer öster om det centrala stadsdistriktet Yuzhong. Antalet invånare är 14 817. Befolkningen består av 6 882 kvinnor och 7 935 män. Barn under 15 år utgör 25,0 %, vuxna 15-64 år 60 %, och äldre över 65 år 14,0 %.